# Lémance
La Lémance est une rivière du sud-ouest de la France qui coule dans les départements de la Dordogne et de Lot-et-Garonne. C'est un affluent de rive droite du Lot, donc un sous-affluent de la Garonne.

## Géographie
De 34,5 km de longueur, la Lémance prend sa source à Prats-du-Périgord, dans le département de la Dordogne, dans le Périgord noir, et se jette dans le Lot dans le département de Lot-et-Garonne à la hauteur des communes de Fumel et Monsempron-Libos entre lesquelles elle trace une limite séparative naturelle. La route départementale 710 emprunte sa vallée sur la majorité de son cours.

## Départements et communes traversés
- Dordogne : Prats-du-Périgord, Besse, Saint-Cernin-de-l'Herm, Villefranche-du-Périgord et Lavaur.
- Lot-et-Garonne : Sauveterre-la-Lémance, Saint-Front-sur-Lémance, Cuzorn, Monsempron-Libos, Fumel

## Principaux affluents
| - La Bessoullière. R.G : 3,2 km - Le Caverieux, 7,1 km - Le Tourtillou, 5 km - La Ménaurie. R.D : 7,2 km - Ruisseau des Griffouillères, 3,6 km - Le Sendroux, 6 km | - Ruisseau de Mortarieu, 3 km - La Briolance. R.D : 9,6 km - Ruisseau de Lasbozios, 3 km - Ruisseau de la Poulétie, 3,4 km - Ruisseau du Vignal, 4,5 km - Ruisseau de Lestancou, 5,4 km |

## Hydrologie
L'alimentation pluviale de la Lémance explique les sautes de son débit, les crues brutales lors d'orage qui peuvent prendre, parfois, un caractère catastrophique.
La Lémance est une rivière non domaniale, c’est-à-dire qu'elle appartient aux propriétaires riverains jusqu'au milieu du lit.
Cependant une structure intercommunale, le syndicat d'aménagement et de gestion des vallées de la Lémance et de la Thèze, réalise des travaux d'intérêt général (entretien de la ripisylve...)
la Lémance présente des étiages sévères et seule sa partie aval (à partir de Cuzorn) est réalimentée.
La Lémance est une rivière peu abondante, comme la plupart des rivières de plaine du bassin aquitain central et oriental. Son débit a été observé durant une période de 41 ans (1968-2008), à Cuzorn, localité du département de Lot-et-Garonne située à quelques kilomètres en amont de son confluent avec le Lot . La surface prise en compte est de 234 km2, pour un bassin versant total de la rivière qui en compte 270.
Le module de la rivière à Cuzorn est de 1,28 m3/s.
La Lémance présente des fluctuations saisonnières de débit peu marquées, avec des hautes eaux d'hiver-printemps portant le débit mensuel moyen à un niveau situé entre 1,53 et 2,18 m3/s, de janvier à mai inclus (avec un maximum en février). Dès le mois de mai, le débit moyen de la rivière baisse lentement, et cette baisse se poursuit jusqu'à la période des basses eaux. Celles-ci ont lieu en août et en septembre, entraînant une baisse du débit moyen mensuel allant jusqu'à 0,616 m3 au mois de septembre, ce qui reste très consistant. À partir du mois d'octobre le débit remonte progressivement. Cependant les fluctuations de débit sont plus prononcées sur de plus courtes périodes et d'après les années.
À l'étiage, le VCN3 peut chuter jusque 0,230 m3, en cas de période quinquennale sèche, soit 230 litres par seconde, ce qui est loin d'être sévère pour un petit cours d'eau de ces dimensions.
Les crues, quant à elles, peuvent être importantes, compte tenu de la taille modeste de la rivière et de son bassin versant. Les QIX 2 et QIX 5 valent respectivement 8,7 et 14 m3/s. Le QIX 10 est de 17 m3 et le QIX 20 de 21 m3/s, tandis que le QIX 50 se monte à 25 m3/s.
Le débit instantané maximal enregistré à la station hydrométrique de Cuzorn durant cette période, a été de 27,2 m3/s le 18 janvier 1996, tandis que la valeur journalière maximale était de 19,5 m3/s le 18 juin 1977. En comparant la première de ces valeurs à l'échelle des QIX de la rivière, il apparaît clairement que cette crue était d'ordre cinquantennal, et donc assez exceptionnelle.
La Lémance est une rivière peu abondante. La lame d'eau écoulée dans son bassin versant est de 172 millimètres annuellement, ce qui est très inférieur à la moyenne d'ensemble de la France (320 millimètres), ainsi qu'à la moyenne du bassin de la Garonne (384 millimètres au Mas-d'Agenais). Le débit spécifique de la rivière (ou Qsp) se monte dès lors à 5,5 litres par seconde et par kilomètre carré de bassin.

## Curiosités et patrimoine
- le prieuré Saint-Géraud de Monsempron-Libos
- le château de Bonaguil à Saint-Front-sur-Lémance, véritable merveille d'architecture militaire avec ses 15 tours et son donjon.
- le château de Sauveterre-la-Lémance ou Château des Rois ducs que l'aviateur Jean Mermoz acheta en 1936, un an avant sa mort.
- le sauveterrien et gisement préhistorique du Martinet
- la bastide de Villefranche-du-Périgord

Le pays de la Lémance, pays de bois traversé par la Lémance, a été un pays manufacturier avec ses moulins, ses forges et ses papeteries. Pays ayant ses traditions particulières, ses cultures et exploitant son fer jusqu'au début du XIXe siècle :
- la forge du Moulinet à Saint-Front-sur-Lémance